# کلیولند (میسیسیپی)
کلیولند (به انگلیسی: Cleveland) شهری در ایالت میسیسیپی کشور ایالات متحده آمریکا است که جمعیت آن در سرشماری سال ۲۰۱۰ میلادی، ۱۲٬۳۳۴
نفر بوده‌است.